# Godefroid Guffens
Godefroid Égide Guffens est un peintre belge né à Hasselt le 22 juillet 1823 et décédé à Schaerbeek le 11 juillet 1901.
Il est l'auteur de fresques dans la cathédrale Saint-Quentin de Hasselt.
Il expose notamment au Salon de Bruxelles de 1848, où il reçoit une médaille de vermeil pour son œuvre Pausias et la bouquetière.
La commune de Schaerbeek a donné son nom à une rue.

## Distinction
- Chevalier de l'ordre de Léopold (Belgique, 29 septembre 1853).

## Galerie

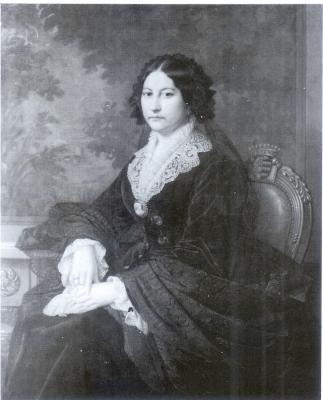
Charlotte de Cossé-Brissac
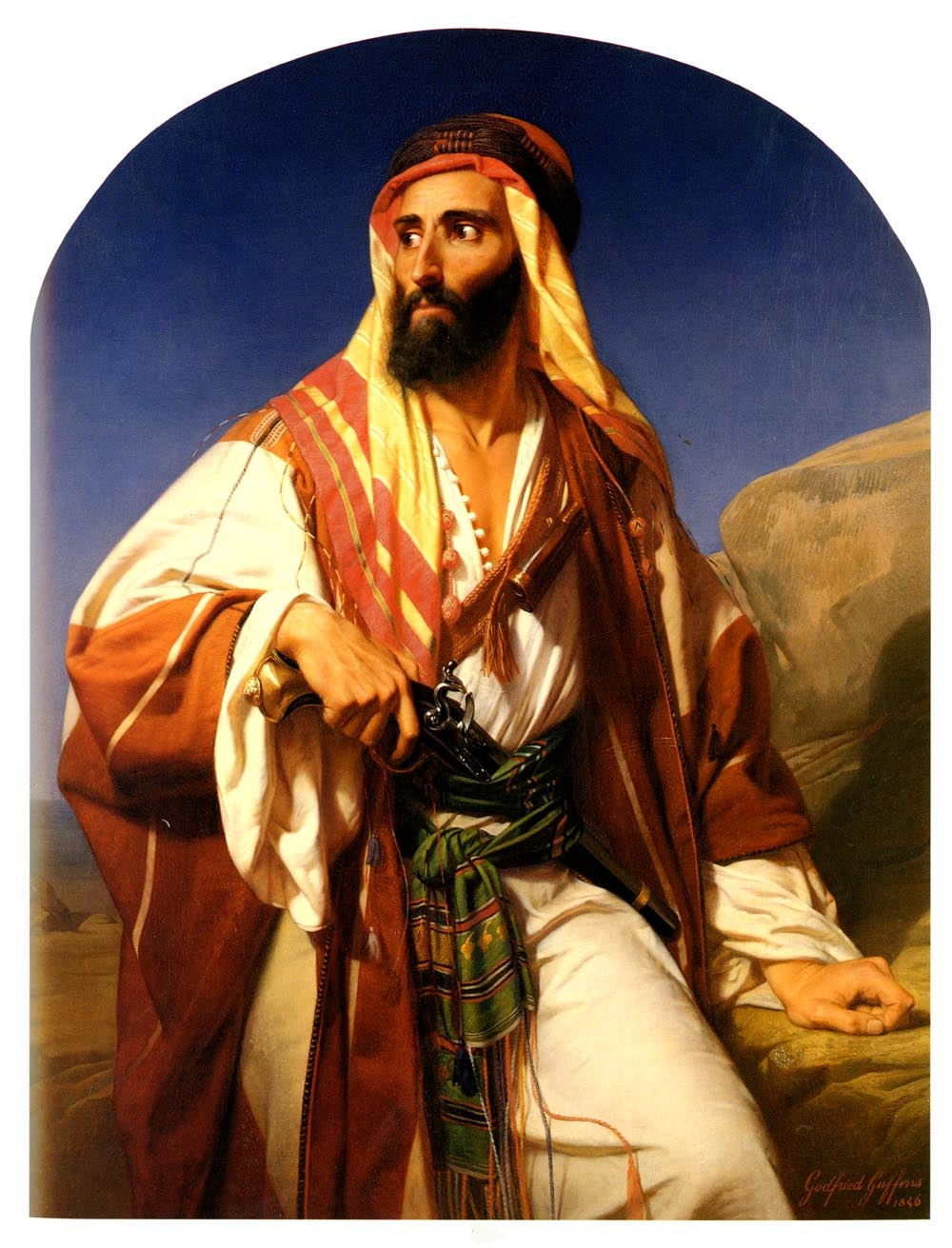
Chef bédouin
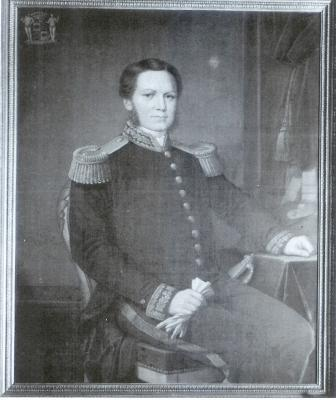
Jacques van de Werve
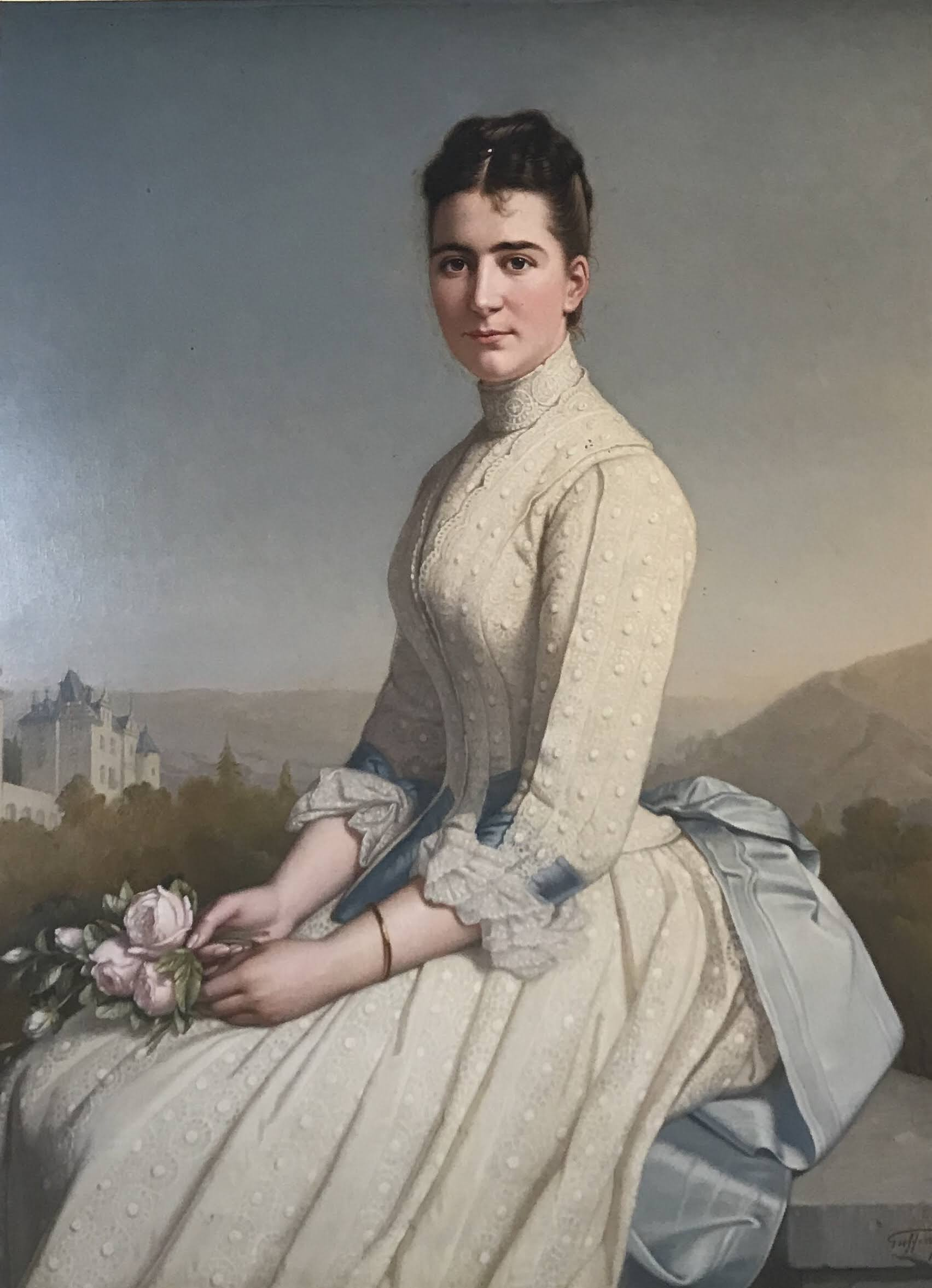
Marie de Theux de Theux de Meylandt et Montjardin et Château de Montjardin en arrière-plan par Guffens (1889)